# La La Land (Demi Lovato)
La La Land è un singolo pubblicato nel 2009, il primo secondo da Don't Forget, l'album di debutto della cantautrice Demi Lovato.
Il brano, di genere teen pop, è stato composto dall'interprete insieme ai Jonas Brothers ed ha una durata di 3:16. La canzone ha venduto più di 910000 copie negli Stati Uniti. Il video conta 123 milioni di visualizzazioni.

## Tracce
1. La La Land (Single Version) – 3:16